# Zdzisław Wilhelmi

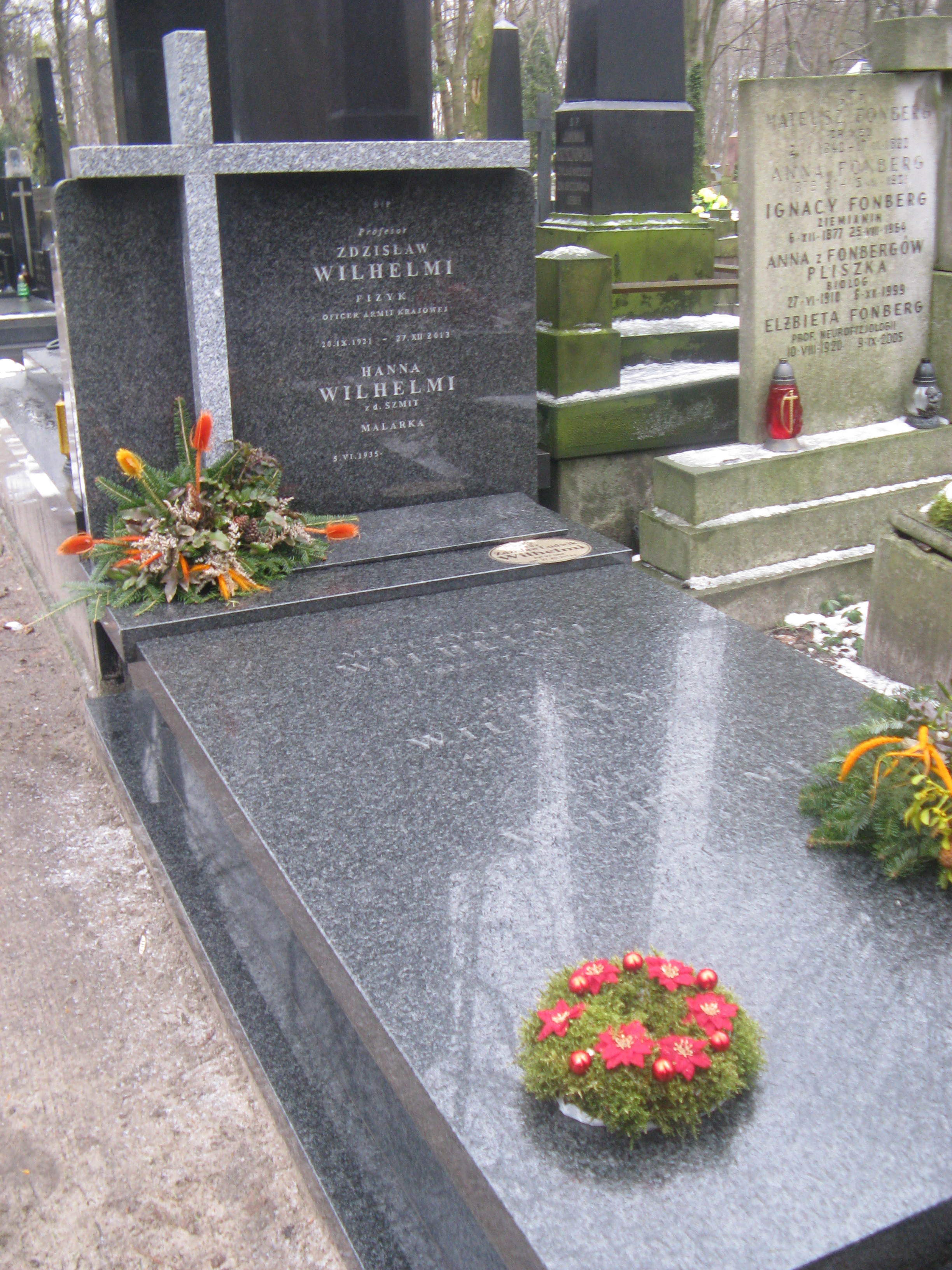
Grób Zdzisława Wilhelmiego na cmentarzu Powązkowskim w Warszawie

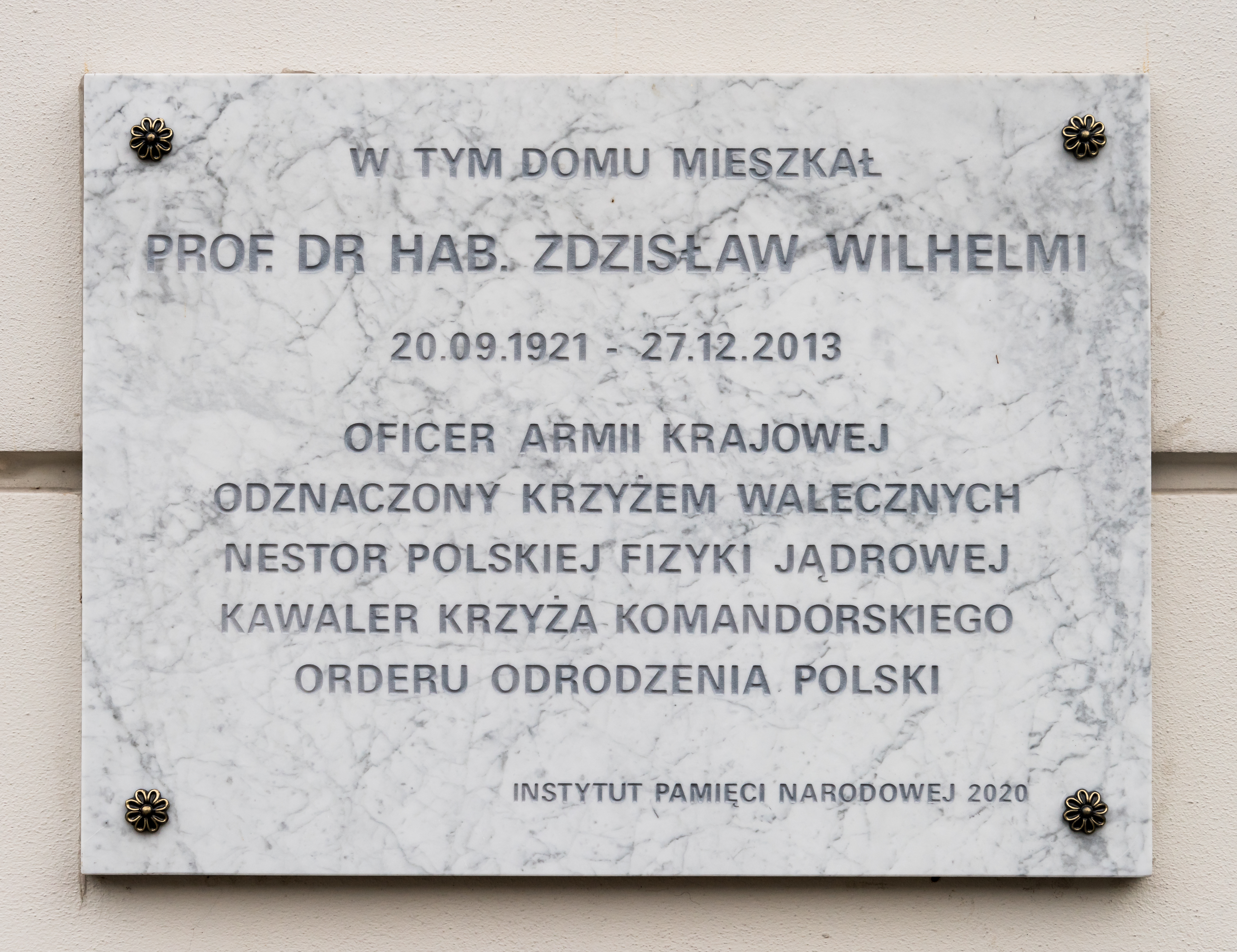
Tablica pamiątkowa przy ul. Górnośląskiej 16 w Warszawie

Zdzisław Ludwik Wilhelmi (ur. 20 września 1921 w Łomży, zm. 27 grudnia 2013) – polski fizyk i wojskowy; żołnierz SZP, ZWZ, szef wywiadu Obwodu Łomżyńskiego AK i Armii Krajowej Obywatelskiej. Profesor doktor habilitowany nauk fizycznych.

## Życiorys
Urodził się w rodzinie o żywych tradycjach patriotycznych jako syn Mieczysława (1985–1971) i Julii z Mościckich (1889–1974). W domu zachowywano pamięć o dziadku ze strony matki Kazimierzu Mościckim i jego bracie Ludwiku Paschalisie Mościckim – powstańcach styczniowych. Wujem Zdzisława był pułkownik Bolesław Mościcki, uczestnik bitwy pod Krechowcami. W 1939 roku Zdzisław ukończył szkołę średnią – liceum im. Tadeusza Kościuszki w Łomży. Pierwsze dwa lata wojny spędził na terenach przyłączonych do ZSRR. Do lipca 1940 roku pracował jako nauczyciel w szkole we wsi Przytuły, następnie, do chwili wybuchu wojny niemiecko-sowieckiej studiował na Wydziale Elektrycznym Politechniki Lwowskiej.

### Działalność konspiracyjna
Do pracy konspiracyjnej przystąpił w październiku 1939 roku w Łomży, wstępując do Służby Zwycięstwu Polski (SZP). Zajmował się nasłuchem radiowym i kolportażem prasy podziemnej. Do Związku Walki Zbrojnej przeszedł w sierpniu 1941 r. w Łomży, przyjmując pseudonim „Powój”. Używał również pseudonimów „Grysza” i „Narocz”. Skierowano go służby w wywiadzie wojskowym, gdzie posługiwał się kryptonimem „22”. Podlegał porucznikowi Antoniemu Konichałowi ps. „Pax”, jego bezpośrednim przełożonym był Andrzej Surowiec – „Gruby”, „Gruby Karp”, „Skiba”. Wyszkolenie wojskowe otrzymał w Konspiracyjnej Szkole Podchorążych w Łomży, którą ukończył w 1942 roku w stopniu kaprala podchorążego. Instruktorami w tej podchorążówce byli między innymi „Pax” – Antoni Konichał, „Narwik” Tadeusz Surawski i „Grot” Henryk Gromadzki. Po jej ukończeniu sam występował w roli instruktora Konspiracyjnej Szkoły Podoficerskiej.
Na polecenie dowódcy podjął pracę w Urzędzie Budownictwa Wojskowego (Heeresbauamt) w Łomży. Dzięki temu uzyskał dostęp do koszar (przed wojną koszar 33 p.p.), magazynów i innych obiektów wojskowych na terenie garnizonu łomżyńskiego i nowo budowanych obiektów (także poza garnizonem łomżyńskim).
Zajmował się ewidencją stanu jednostek wojskowych garnizonu łomżyńskiego i ich sprzętu bojowego, dostarczaniem informacji o zmianach uzbrojenia, nastrojach w wojsku niemieckim, ruchach oddziałów na liniach komunikacyjnych, programów szkolenia, programów szkolenia. W styczniu 1943 roku ubezpieczał ucieczkę kapitana Jana Tabortowskiego „Bruzdy” i innych więźniów z więzienia w Łomży. Latem 1943 roku uczestniczył w wykradzeniu skrzyń z amunicją z magazynów wojskowych (Beutesammelstelle) w Czerwonym Borze. Tego samego roku udało mu się zdobyć wykaz rozlokowania niemieckich jednostek wojskowych na terenie znacznej części województwa białostockiego i przyległych terenów Prus Wschodnich.
W październiku 1943 r. „Powój” został zatrzymany przez niemieckie władze wojskowe pod zarzutem sabotażu na terenie budowy obiektów wojskowych w Czerwonym Borze. Udało mu się uciec. W listopadzie 1943 roku został odznaczony Brązowym Krzyżem Zasługi z Mieczami. Komendant rejonu AK w Łomży Feliks Sarosiek ps. „Luty” odkomenderował go do dyspozycji komendanta obwodu łomżyńskiego Stanisława Cieślewskiego ps. Lipiec”. Powierzono mu wtedy funkcję zastępcy szefa wywiadu Obwodu Łomżyńskiego. Szefem wywiadu był Franciszek Chojnowski „Lubicz”. Po dwóch miesiącach służby na tym stanowisku Zdzisław Wilhelmi został mianowany szefem wywiadu Obwodu Łomżyńskiego AK. Ponieważ „Powój” ukrywał się, otrzymał stały przydział do oddziału partyzanckiego (formalnie 1 plutonu 33.p.p.), pozostającego w dyspozycji komendanta „Lipca”. Odbywał systematyczne inspekcje podległych mu placówek – Łomża, Kolno, Stawiski, Jedwabne, Mały Płock i innych. Przeprowadzał szkolenia w zakresie pracy wywiadowczej. Uczestniczył w niektórych akcjach bojowych oddziału „Mazur”, którym w różnym czasie dowodzili osobiście Stanisław Cieślewski „Lipiec”, Jan Tabortowski „Bruzda” i Stanisław Olszak „Szarecki”. Uczestniczył w likwidacji szpicli niemieckich, w przeszkadzaniu Niemcom w wywozie Polaków na roboty do Niemiec, w likwidacji gorzelni itp.
Równolegle do pracy w wywiadzie prowadził przez ponad dwa lata – od początku 1942 r. do wiosny roku 1944 akcję „N” skierowaną do żołnierzy Wehrmachtu, policji niemieckiej i administracji cywilnej. Za pomocą podległej mu siatki wywiadowczej zbierał informacje o psychologicznych i moralnych skutkach tej dywersji. W maju 1944 roku otrzymał nominację na podporucznika czasu wojny i został odznaczony Krzyżem Walecznych.
Wziął czynny udział w akcji „Burza” w ramach ugrupowania kapitana „Lipca” stacjonującego na bagnach narwiańskich w bazie „Kościółek”. Uczestniczył w kilku potyczkach z oddziałami wojska niemieckiego w rejonie Wizny. Razem z „Lipcem” i jego adiutantem „Majem” próbował nawiązać rozmowy z dowództwem armii sowieckiej wkraczającej na teren Obwodu Łomżyńskiego. Fiasko rozmów, próba aresztowania przez „SMIERSZ” uczestników tych rozmów i ostrzelanie ogniem artylerii bazy na „Kościółku” spowodowały, że rozkazem „Lipca” zgrupowanie zostało rozwiązane. „Powój” wrócił do konspiracji. W listopadzie 1944 roku podporucznik Zdzisław Wilhelmi został odznaczony Złotym Krzyżem Zasługi z Mieczami.
We wrześniu 1945 roku przekazał swoje obowiązki i poinformował dowództwo Obwodu Łomżyńskiego o zaprzestaniu działalności konspiracyjnej.

### Działalność naukowa
Zdzisław Wihelmi wyjechał do Łodzi, gdzie kontynuował studia na Wydziale Elektrycznym Politechniki Łódzkiej. Jesienią 1948 roku uzyskał dyplom magistra inżyniera elektryka. Jeszcze jako student podjął w tej uczelni pracę jako asystent Katedry Fizyki Technicznej kierowanej przez prof. Andrzeja Sołtana.
Po otrzymaniu dyplomu przyjął propozycję profesora Sołtana i przeniósł się do Warszawy, rozpoczynając pracę jako starszy asystent w jego uniwersyteckiej Katedrze Atomistyki. Równocześnie podjął na tym Uniwersytecie studia na Wydziale Fizyki, ukończył je w roku 1952 uzyskując stopień magistra filozofii w zakresie fizyki. W dwa lata później, po przygotowaniu pracy doktorskiej z fizyki jądrowej, otrzymał stopień naukowy doktora fizyki. W roku 1956 Centralna Komisja Kwalifikacyjna przyznała mu tytuł docenta (który był odpowiednikiem później wprowadzonego stopnia doktora habilitowanego).
Profesorem nadzwyczajnym został w roku 1962, a tytuł profesora zwyczajnego nauk fizycznych Rada Państwa nadała mu w roku 1971. W 1955 roku znalazł się w zespole (kierowanym przez profesora Sołtana) organizującym Instytut Badań Jądrowych. W uznaniu zasług w tworzeniu Instytutu został odznaczony Krzyżem Kawalerskim Orderu Odrodzenia Polski. Równolegle z pracą na Uniwersytecie Warszawskim objął w nowo powstałej placówce kierownictwo Zakładu Fizyki Jądra Atomowego, a później Zakładu Reakcji Jądrowych.
Pod koniec 1970 roku powołano go na stanowisko Dyrektora Wydziału w Międzynarodowej Agencji Energii Atomowej w Wiedniu – instytucji o ogólnoświatowym zasięgu podlegającej Organizacji Narodów Zjednoczonych.
Na tym stanowisku przepracował ponad trzy lata, odpowiadając za sprawy związane z zapewnieniem bezpiecznego rozwoju energetyki jądrowej i badań jądrowych na świecie. Po wygaśnięciu mandatu wrócił do pracy na Uniwersytecie Warszawskim jako kierownik Katedry (później zakładu) Fizyki Jądra Atomowego.
W roku 1991 przeszedł na emeryturę, zachowując jednak część etatu i nie tracąc kontaktu z uczelnią.
Jego dorobkiem jest ponad trzysta publikacji w czasopismach naukowych z dziedziny fizyki jądrowej o światowym zasięgu. Jest autorem rozlicznych referatów wygłaszanych przy okazji konferencji międzynarodowych. Jest wychowawcą nowej kadry fizyków polskich. Z około pięćdziesięciu fizyków, dla których był promotorem prac doktorskich z dziedziny fizyki jądrowej, większość doszła do tytułów profesorskich.
W okresie 1968–1988 był organizatorem i dyrektorem cieszących się znakomitą renomą corocznych międzynarodowych sympozjów naukowych znanych w świecie pod nazwą „Mazurskich Szkół Fizyki Jądrowej”. Od 1974 roku był przez trzy kolejne kadencje prezesem Polskiego Towarzystwa Fizycznego. Przez wiele lat przewodniczył Sekcji Fizyki Jądrowej Komitetu Fizyki PAN.
Członek rzeczywisty lub honorowy różnych towarzystw naukowych krajowych, zagranicznych i międzynarodowych, między innymi Amerykańskiego Towarzystwa Fizycznego, Instytutu Fizyki Wielkiej Brytanii, Nowojorskiej Akademii Nauk, Europejskiego Towarzystwa Fizycznego. W 1977 roku został mianowany „korespondentem seniorem” włoskiego instytutu „Ettore Majorana Centre for Scientific Culture”. Członek Światowego Związku Żołnierzy AK, pełni funkcję prezesa środowiskowego Koła Żołnierzy AK Okręgu Białystok w Warszawie. Od sierpnia 1990 do kwietnia 1993 był członkiem Prezydium Z.Gł. Żołnierzy AK kierował Komisją ds. Edukacji i Młodzieży oraz Zespołem Inicjatyw Obywatelskich. Od 1996 do 1999 roku był członkiem Rady Naczelnej Związku Żołnierzy AK.
W roku 1991 za działalność w Armii Krajowej Prezydent RP odznaczył go Krzyżem Oficerskim Orderu Odrodzenia Polski. W roku 2002 został odznaczony Krzyżem Komandorskim Orderu Odrodzenia Polski za działalność naukową. W roku 2004 otrzymał od Rady Naczelnej Związku Żołnierzy AK Złotą Odznakę Zasługi.
Pochowany na cmentarzu Powązkowskim (kwatera 193-2-1).

## Upamiętnienie
28 marca 2017 w I Liceum Ogólnokształcącym w Łomży odbyła się uroczystość nadania Pracowni Fizyki imienia profesora Zdzisława Wilhelmiego.